# Polyphida metallica
Polyphida metallica es una especie de escarabajo longicornio del género Polyphida, tribu Glaucytini, orden Coleoptera. Fue descrita científicamente por Nonfried en 1894.

## Descripción
Mide 12-16 milímetros de longitud.

## Distribución
Se distribuye por India, Laos, Birmania y Tailandia.